# 西山暁之亮
西山 暁之亮（にしやま あきのすけ）は、日本のライトノベル作家・脚本家・漫画原作者。

## 概要
2020年3月の第12回GA文庫大賞において『カンスト村のご隠居デーモンさん〜全てが終わったあとのスローライフ譚〜』（改題後: 『カンスト村のご隠居デーモンさん〜辺境の大鍛冶師〜』）で銀賞を受賞し、本来はその作品でデビューする予定であったが、「パワー・アントワネット(仮)という悪役令嬢もののプロットがございまして。とりあえずギロチン台は爆散する。」というツイートが大きな話題となったことから、2020年6月からTwitter上で『パワー・アントワネット』の連載を開始する運びとなり、『パワー・アントワネット』がデビュー作となった。
脚本家としてはYouTubeオリジナルアニメーション作品『混血のカレコレ』のサブライターを勤め、日常回やショート回の他、特別編のオリジナルストーリーも手がける。特別編である『天国の子守唄編』最終話は同作品初のファンミーティングの際に初めてスクリーン上映された動画作品となる。
漫画原作者としては縦読み漫画作品『龍神覚醒』がLINEマンガにて初連載作品となる。尚、漫画原作者としてデビューする前は武論尊１００時間漫画塾の第三期、四期生として入塾しており、『北斗の拳』原作者である武論尊から作品作成の指導及び訓練を受けている。
シーランド公国の公爵の地位を有している。

## 作品一覧
- 『パワー・アントワネット』（イラスト: 伊藤未生、GA文庫〈SBクリエイティブ〉）
  1. 2020年11月13日発売、ISBN 978-4-8156-0823-1[8]
  2. 2021年5月14日発売、ISBN 978-4-8156-0971-9[9]
- 『カンスト村のご隠居デーモンさん』（イラスト: TAa、GA文庫〈SBクリエイティブ〉）
  1. 2021年1月15日発売、ISBN 978-4-8156-0911-5[10]
  2. 2021年5月14日発売、ISBN 978-4-8156-0972-6[11]
- 『龍人覚醒』（西山暁之亮（原作・脚本）　湊凪　帆高　/　寺村利規　/　金良やんま（ネーム）　蟲児　/　棗　/ ARe: /　禄垠　/　金良やんま（線画）　はらまき。/ KOSMIK（背景・着彩・仕上げ）　新倉拓馬　/　奥山義仁　/ Plott（プロデュース・ディレクション））
  1. 2024年11月28日LINEマンガ連載開始〜